# Ломустин
Ломустин, также известный как белустин и CCNU (ССНУ, СииНУ) — цитостатическое химиотерапевтическое противоопухолевое лекарственное средство алкилирующего типа действия. Производное нитрозомочевины.

## Фармакологическое действие
Ломустин — противоопухолевый препарат алкилирующего действия из группы нитрозомочевины. Механизм действия заключается в алкилировании ДНК и РНК. Ингибирование синтеза ДНК обусловлено карбамоилированием ДНК-полимеразы и других ферментов репарации ДНК, и повреждением ДНК-матрицы. Препарат может также тормозить ключевые ферментативные процессы путём изменения структуры и функции многих белков и ферментов. Ломустин действует в поздней фазе GI и ранней S-фазе клеточного цикла. Наиболее высокая чувствительность к ломустину у клеток в стационарной фазе роста (фактор, определяющий активность при солидных опухолях с низким пролиферативным пулом).

## Фармакокинетика
После приема внутрь быстро и практически полностью всасывается из ЖКТ. Сmax препарата в плазме крови достигаются через 1-4 ч. Связь с белками плазмы — 50 %. Проникает через гематоэнцефалический барьер и в грудное молоко. В спинномозговой жидкости определяется более 50 % от концентрации в плазме крови.
Метаболизируется в печени с образованием активных метаболитов (оксиметилдиазония и изоцианата). Оксиметилдиазоний ионизируется и превращается в ион метилдиазония, который трансформируется в более устойчивую таутомерную форму (диазометан), либо распадается на метилкарбониевый ион и азот. Т1/2 активных метаболитов колеблется в пределах от 16 до 48 ч. Выводится преимущественно почками в виде метаболитов, менее 5 % — через кишечник.

## Показания к применению ломустина
Ломустин применяется в монотерапии и в комбинированной терапии следующих заболеваний:
— первичные и метастатические опухоли мозга после хирургического лечения и/или радиотерапии;
— лимфогранулематоз (болезнь Ходжкина) в качестве терапии второй линии;
— рак желудка и кишечника, мелкоклеточный рак легкого, рак почки, множественная миелома, злокачественная меланома.

## Режим дозирования
Ломустин следует принимать внутрь вечером, перед сном или через 3 часа после приема пищи. Рекомендуемая доза ломустина у взрослых и детей составляет 130 мг/м2 при однократном приеме внутрь каждые 6 недель.
У больных с пониженной функцией костного мозга дозу можно снизить до 100 мг/м2 при сохранении шестинедельного интервала между приемами.
В случае комбинированной терапии препарат применяется в дозе 70-100 мг/м2.
Повторные курсы не следует назначать при количестве тромбоцитов менее 100000/мкл и лейкоцитов менее 4000/мкл.
Суммарная доза за все курсы лечения не должна превышать 1000 мг/м2.
Дальнейшие дозы препарата должны подбираться в зависимости от гематологического ответа больного на предыдущую дозу.

## Побочное действие
Со стороны органов кроветворения: тромбоцитопения развивается спустя 4 недели, лейкопения спустя 5-6 недель после применения препарата и может продолжаться 1-2 недели. Обычно тромбоцитопения имеет более тяжелый характер, чем лейкопения. Реже наблюдается анемия и гранулоцитопения.
Ломустин может вызывать кумулятивную миелосупрессию, причем после приема повторных доз может отмечаться более выраженное подавление костного мозга, или же продолжительность миелосупрессии может быть большей.
Со стороны органов пищеварения: тошнота и рвота (через 3-6 часов после приема ломустина, обычно продолжаются до 24 ч), анорексия. Частота и продолжительность этих побочных эффектов могут быть снижены за счет профилактического применения противорвотных препаратов, а также путём назначения ломустина больным натощак. Редко — диарея, стоматит, повышение активности печеночных ферментов и концентрации билирубина.
Со стороны органов дыхания: редко — кашель, дыхательная недостаточность, сопутствующие появлению инфильтратов и/или фиброза легких (отмечалось через 6 мес или через более длительные сроки после начала лечения при суммарных дозах препарата более 1100мг/м2. Сообщалось об одном случае легочной токсичности при кумулятивной дозе 600 мг/м2).
Со стороны нервной системы: дезориентация, летаргия, атаксия, расстройство артикуляции речи, повышенная утомляемость.
Со стороны мочевыделительной системы: задержка мочи, отеки стоп или нижних конечностей, азотемия, уменьшение размеров почек (обычно при высоких кумулятивных дозах препарата в условиях продолжительного лечения ломустином и другими препаратами нитрозомочевины).
Со стороны репродуктивной системы: азооспермия (в некоторых случаях необратимая), аменорея.
Прочие: редко — алопеция, необратимое поражение зрительных нервов, приводящее к слепоте (при сочетании с лучевой терапией головного мозга). Сообщалось об острых лейкемиях и дисплазиях костного мозга в результате лечения препаратами нитрозомочевины.

## Противопоказания к применению ломустина
— повышенная чувствительность к ломустину, другим производным нитрозомочевины или составным частям препарата;
— беременность и период кормления грудью.
С осторожностью: миелосупрессия (в том числе на фоне сопутствующей лучевой или химиотерапии, интоксикации); ветряная оспа (в том числе недавно перенесенная или после контакта с заболевшими), опоясывающий герпес и другие острые инфекционные заболевания вирусной, грибковой или бактериальной природы; кахексия, интоксикации, почечная и/или печеночная недостаточность, дыхательная недостаточность, лечение цитостатиками и лучевая терапия в анамнезе.

### Применение ломустина при беременности и кормлении грудью
Противопоказан при беременности и в период кормления грудью.

### Применение при нарушениях функции печени
С осторожностью: печеночная недостаточность.

### Применение при нарушениях функции почек
С осторожностью: почечная недостаточность.

## Особые указания
Ломустин должен применяться под наблюдением врачей, имеющих опыт работы с противоопухолевыми препаратами.
Необходим систематический (не реже 1 раза в неделю) контроль картины периферической крови во время терапии и в течение 6 недель после окончания лечения, а также периодический контроль лабораторных показателей функции печени и почек.
На фоне тромбоцитопении и лейкопении у ослабленных больных могут возникать кровотечения и тяжелые инфекции.
До начала терапии и в процессе лечения следует оценивать функцию легких. Пациенты с изначально сниженной жизненной емкостью легких более подвержены легочной токсичности ломустина. Не рекомендуется применение препарата чаще, чем 1 раз в 6 недель.
Мужчинам и женщинам детородного возраста следует во время лечения и, как минимум, в течение 6 мес после, применять надежные методы контрацепции.
Не вскрывать капсулы (порошок обладает раздражающим действием), избегать попадания порошка на кожу и слизистые оболочки.

## Передозировка
При передозировке следует ожидать усиления выраженности побочных эффектов — угнетения костномозгового кроветворения, нарушений со стороны ЖКТ и ухудшения функции печени, и неврологических расстройств. Антидот не известен. Лечение симптоматическое.

## Лекарственное взаимодействие
Лекарственные средства, вызывающие миелосупрессию, а также другие цитостатики и радиотерапия могут усиливать лейкопению и тромбоцитопению, вызванные ломустином. Сочетанное применение ломустина с амфотерицином В повышает риск нефротоксического действия, снижения артериального давления крови и бронхоспазма.
Описан случай существенного усиления лейкопении и нейтропении при совместном применении ломустина и циметидина.
Усиление токсичности может наблюдаться при одновременном приеме ломустина и теофиллина. Фенобарбитал, активирующий микросомальные ферменты, может усиливать метаболизм ломустина. У пациентов, получающих ломустин, может наступить ослабление защитных механизмов организма, что может вызвать снижение образования антител при введении противовирусных вакцин. Такое состояние продолжается от 3 месяцев до 1 года после проведения последнего курса химиотерапии. Особую осторожность следует соблюдать в случае применения вакцин, содержащих живые вирусы.

## Условия отпуска из аптек
По рецепту.

## Условия и сроки хранения
Список Б. Хранить при температуре не выше 25 °С в недоступном для детей месте.
Срок годности — 3 года. Не использовать по истечении срока годности, указанного на упаковке.